# Ryan Kisor
Ryan Kisor (Sioux City, 12 april 1973) is een Amerikaanse jazztrompettist.

## Biografie
Kisor had vanaf 4-jarige leeftijd trompetles bij zijn vader. Op 10-jarige leeftijd speelde hij mee bij regionale dansbands en twee jaar later begon hij met een opleiding als klassiek trompettist. Tijdens een jazzcamp hoorde hij Clark Terry en concentreerde hij zich vervolgens op de jazz. In 1990 won hij het trompettistenconcours van het Thelonious Monk Institute, naast concurrenten als Nicholas Payton en Marcus Printup. Hij maakte grote indruk met de twee albums Minor Mutiny (1992) en On the One, die hij tijdens deze periode opnam bij Columbia Records.
Vanaf 1991 bezocht Kisor de Manhattan School of Music, waarna hij leerling was van onder andere Lew Soloff. Hij werkte onder andere met de Mingus Big Band (Nostalgia in Times Square (1993), Gunslinging Birds (1994) en Que Viva Mingus! (1997)) en de Michel Camilo Big Band, met Jim Hall, Gerry Mulligan, Wynton Marsalis, Wycliffe Gordon, Horace Silver, Steve Slagle en Walter Blanding. Sinds 1994 is hij lid van het Lincoln Center Jazz Orchestra. Bovendien nam hij vanaf 1997 meerdere albums op als orkestleider voor Criss Cross Records.

## Discografie
- 1992: Minor Mutiny met Ravi Coltrane en Jeff Siegel
- 1993: On the One met Christian McBride, Mulgrew Miller, Lewis Nash, Chris Potter, David Sánchez, Mark Turner
- 1997: Battle Cry met Peter Bernstein, Brian Blade, Sam Yahel
- 1998: Usual Suspects met Willie Jones III, John Webber, Peter Zak
- 1998: Poit of Arrival met Willie Jones III, John Webber, Peter Zak
- 1999: Power Source met James Genus, Gene Jackson, Chris Potter
- 2000: Kisor
- 2001: Kisor II
- 2001: The Dream met Eric Alexander, Willie Jones III, Renato Thoms, John Webber, Peter Zak
- 2002: Awakening met Peter Bernstein, Willie Jones III, Grant Stewart, Sam Yahel
- 2003: The Sidewinder
- 2004: Donna Lee
- 2005: This Is Ryan met Jason Paul Brown, Grant Stewart, John Webber, Peter Zak

- Bibliothèque nationale de France: cb13958307b (data)
- Gemeinsame Normdatei: 135044413
- International Standard Name Identifier: 0000 0000 5516 2198
- Library of Congress Control Number: nr97001894
- MusicBrainz: ecb859a5-5794-4926-90e3-ec3974f2ab1f
- Système universitaire de documentation: 160841151
- Virtual International Authority File: 17414345
- WorldCat: E39PBJpJdqDh6bfqCv9Kp8fcyd